# 77e régiment de marche
Pour les articles homonymes, voir 77e régiment.
Le 77e régiment d'infanterie de marche (ou 77e régiment de marche) est un régiment d'infanterie français, créé pendant la guerre franco-allemande de 1870-1871.

## Création et différentes dénominations
- 6 janvier 1871 : formation du 77e régiment d'infanterie de marche
- 16 mai 1871 : fusion dans le 77e régiment d'infanterie de ligne

## Chef de corps
Le régiment est commandé par le lieutenant-colonel Duval,.

## Historique
Le régiment est formé le 6 janvier 1871 au camp de Saint-Médard, près de Bordeaux, à trois bataillons à six compagnies,. Il amalgame la 6e compagnie de dépôt du 4e régiment d'infanterie de ligne, la 10e compagnie de dépôt du 7e régiment d'infanterie de ligne, un détachement du 16e régiment d'infanterie de ligne, la 8e compagnie de dépôt du 17e régiment d'infanterie de ligne, la 8e compagnie de dépôt du 21e régiment d'infanterie de ligne, la 8e compagnie de dépôt du 42e régiment d'infanterie de ligne, un détachement du 48e régiment d'infanterie de ligne, la 6e compagnie de dépôt du 51e régiment d'infanterie de ligne, la 6e compagnie de dépôt du 54e régiment d'infanterie de ligne, la 8e compagnie de dépôt du 56e régiment d'infanterie de ligne, un détachement du 82e régiment d'infanterie de ligne et un détachement du 95e régiment d'infanterie de ligne.
Le 77e régiment de marche est rattaché à la 2e division du 25e corps d'armée,. Il combat les Allemands à Blois le 28 janvier 1871, juste avant l'arrêt des combats,. Il fusionne avec le 77e régiment d'infanterie de ligne le 16 mai 1871.